# Kristian Schjelderup
Kristian Vilhelm Koren Schjelderup, född den 18 januari 1894 i Dypvåg, död den 28 mars 1980, var en norsk teolog. Han var son till Kristian Vilhelm Koren Schjelderup den äldre och bror till Harald Schjelderup.
Schjelderup blev teologie kandidat 1918 och teologie doktor 1923 samt 1921 universitetsstipendiat i systematisk teologi vid Oslo universitet. Han tillhörde en tämligen radikal teologisk riktning. Bland hans skrifter märks Religionens sandhet i lys av den relativitetsteoretiske virkelighetsopfatning (1921), Der mennesker blir guder. Fra mystikernes lande. I. Det fjerne Østen (1923) och Hvem Jesus var og hvad kirken har gjort ham til (1924). Schjelderup tog framträdande del i studentlivet; hans omval 1924 till ordforande i "Norske studenters kristelige forbund" föranledde de strängt ortodoxa inom förbundet att utträda och bilda egen sammanslutning. Schjelderup var 1924–1925 sekreterare i den norska Föreningen Norden. Han var biskop i Hamars stift 1947–1964.